# Das Gesetz

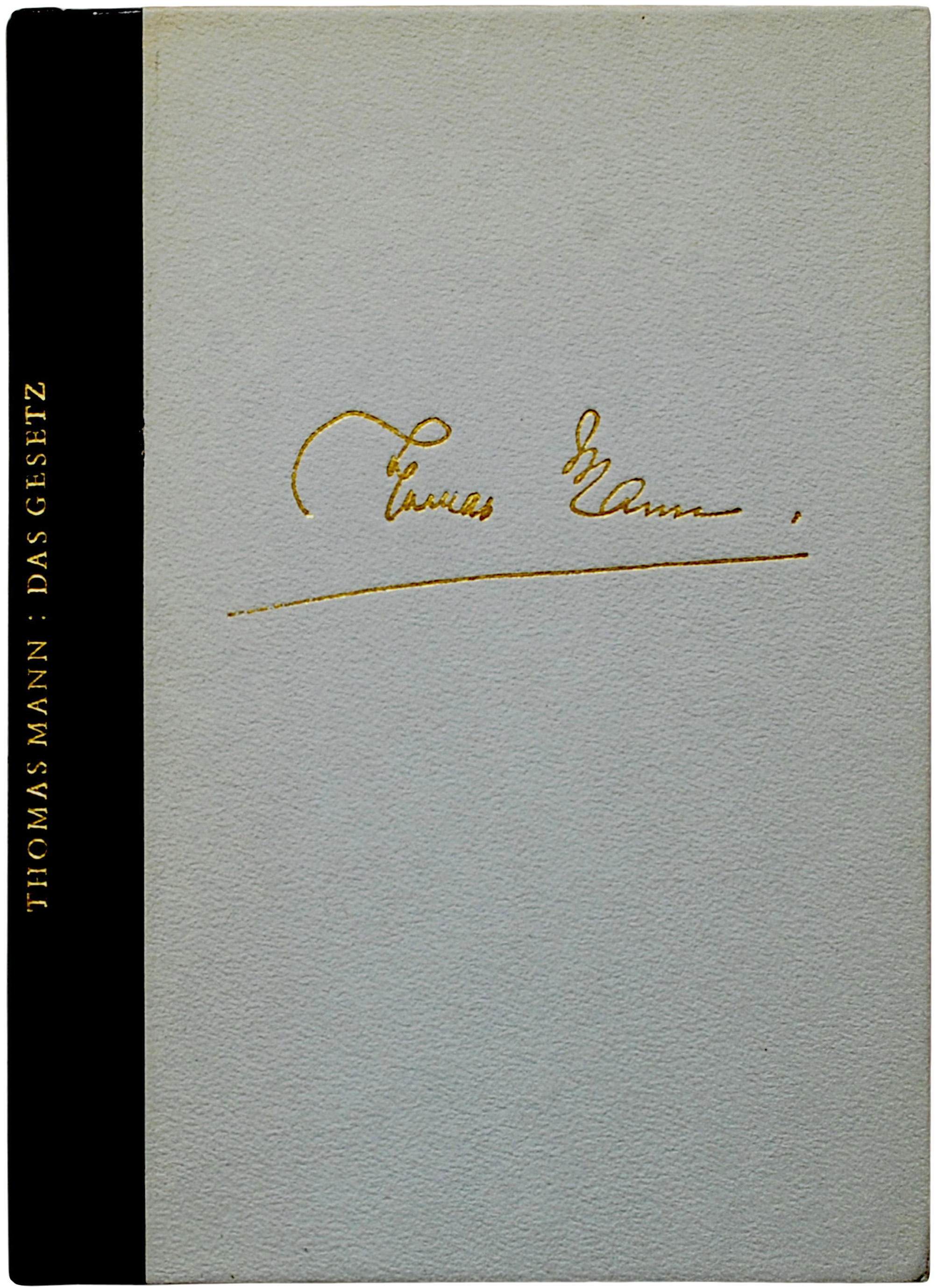
Thomas Mann: Das Gesetz, Erstdruck 1944 als Vorzugsausgabe

Das Gesetz (1944) ist eine Erzählung über den Auszug der Israeliten aus dem ägyptischen Exil, die Thomas Mann im Frühjahr 1943 als Auftragsarbeit verfasste. Ihre Handlung ist angelehnt ans 2. Buch Mose, hebräisch שְׁמוֹת Schemot (deutsch „Namen“), auf altgriechisch Ἔξοδος Èxodos beziehungsweise latinisiert Exodus (deutsch „Auszug“).

## Inhalt
Laut Thomas Manns Erzählung ist Mose (ägypt. Sohn) das uneheliche Kind einer Pharaonentochter, die sich in die traurigen Augen und starken Arme eines hebräischen Sklaven verguckt hat und das Neugeborene in einem Kästchen aus Rohr im Schilf des Nils aussetzen, dort finden und anschließend der Obhut einer einfachen hebräischen Familie anvertrauen lässt. Sein schöner Vater wird unmittelbar nach dem Liebesakt von ägyptischen Wachsoldaten erschlagen. Als Mose dem Knabenalter entwachsen ist, wird er auf Geheiß seiner leiblichen Mutter, der Prinzessin des Pharaos Ramessu, abgeholt und zur weiteren Erziehung in ein ägyptisches Internat gegeben. Mit seinen verwöhnten Mitschülern aus der ägyptischen Oberschicht will sich Mose allerdings nicht anfreunden. So läuft er nach ein paar Jahren aus der thebanischen Schule davon, um zu seinem unterjochten Volk zurückzukehren. Daheim bei der Feldarbeit muss er mitansehen, wie ein ägyptischer Aufseher einen schuftenden Hebräer verprügelt. Im Zorn erschlägt und verscharrt Mose den Peiniger. Als sich das Gerücht seiner Bluttat verbreitet, flieht Mose nach Midian, nimmt dort die vornehme Zipora zur Frau und hütet die Schafe seines Schwagers in der Wüste Sin.
Eines Tages hat der Hirte eine Vision. Am Berg Horeb spricht der unsichtbare Gott Jahwe aus einem brennenden Busch zu dem auserwählten Mose und gibt ihm den göttlichen Auftrag, sein geknechtetes Volk aus Ägypten heraus durch die Wüste ins Land der Verheißung zu führen. Mose kehrt nach Ägypten zurück und muss bald einsehen, dass er nur sehr bedachtsam ans Werk gehen kann. Denn die geknechteten Hebräer wollen partout nicht einsehen, dass ein Schilfknabe – noch dazu ein rhetorisch so unbegabter wie Mose – ihr Anführer bei einer dermaßen riskanten Expedition werden soll. Doch Mose findet auch Verbündete. Vor allem der militante Joschua ist begeistert und beginnt sofort eine Truppe junger Männer für den Ernstfall zu drillen.
Die Ägypter misstrauen Mose natürlich erst recht. Sie wissen zwar von seinem Totschlag, sind aber gegen Mose machtlos, weil er immer noch unter dem Schutz seiner königlichen Mutter steht. Als Mose beim Pharao Ramessu mehrfach vorstellig wird und für sein Volk um Urlaub für ein angebliches Opferfest in der Wüste bittet, wagt es nicht einmal der allmächtige Herrscher, der diese Finte sehr wohl durchschaut, seinen Enkel umbringen zu lassen. Auch die ersten neun der zehn göttlichen Plagen, von denen Ägypten in den folgenden Jahren heimgesucht wird, vermögen den König nicht umzustimmen. Erst das letzte Übel, das sogenannte Sterben der Erstgeburt, hinter dem in Wahrheit gar nicht Jahwe und sein Würgengel, sondern Joschua mit seinen gedrillten Mannen steckt, sorgt für ein Umdenken. Hinzu kommt, dass Ramessu zuvor den Frondienst für die Hebräer so sehr verschärft hat, dass die allgemeine Empörung unter den Ausgebeuteten von Tag zu Tag wächst. So wird schließlich aus dem vorgeschobenen Urlaub eine offene Flucht nach Osten.

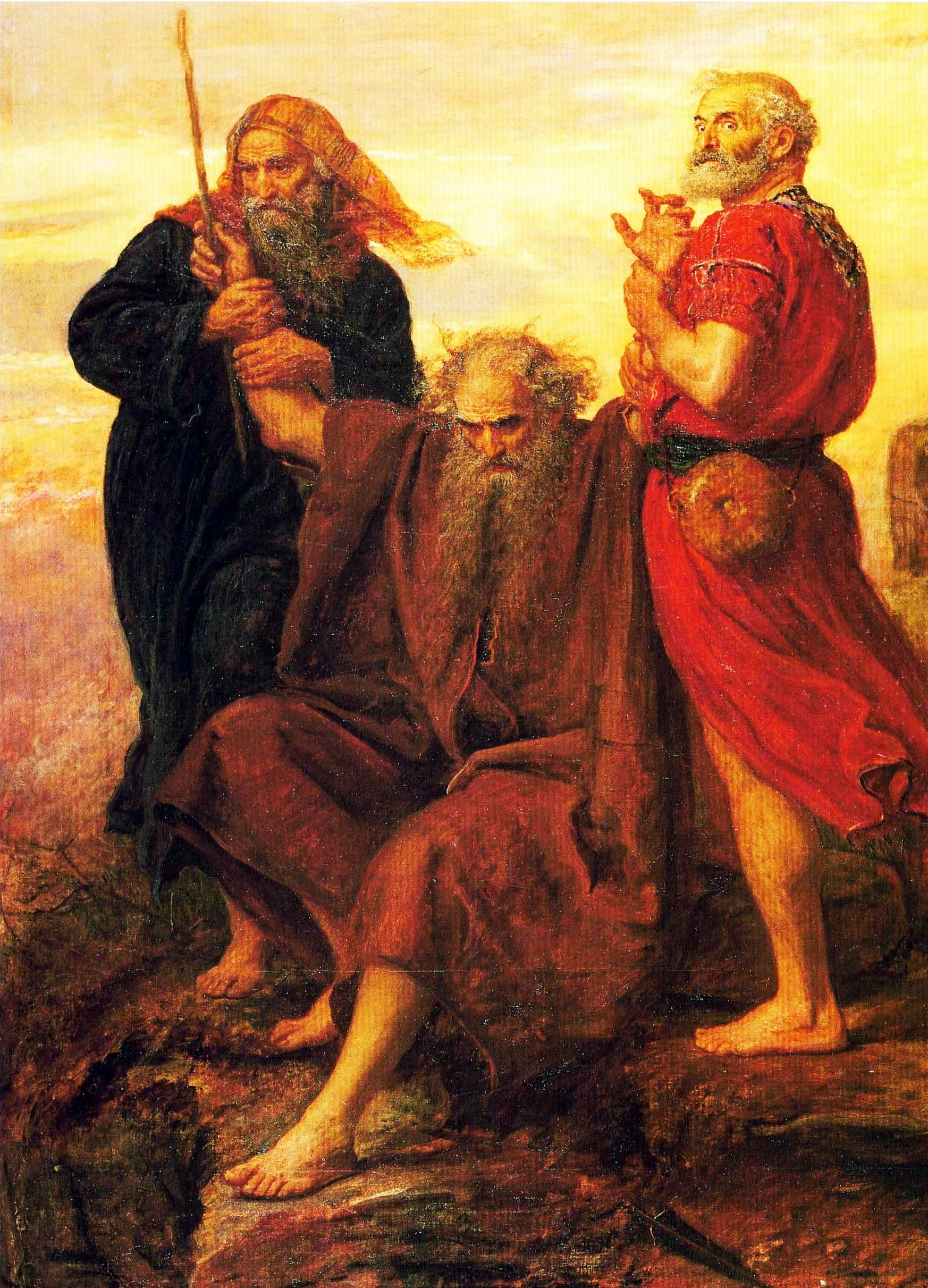
Mose betet für den Sieg gegen die Amalekiter. Solange er die Arme hebt, siegen die Hebräer; sobald er sie sinken lässt, siegen die Gegner. Da die Schlacht einen ganzen Tag lang andauert, müssen Moses Arme gestützt werden. Gemälde von John Everett Millais (1923).

Auf dem Weg nach Midian müssen die Fliehenden einen wattähnlichen Arm des Roten Meeres durchqueren. Besonders günstiger Wind – und Moses Bitte um göttlichen Beistand – erlaubt den trockenen Durchmarsch. Als ihnen das Verfolgerheer des Pharao ins nasse Element folgen will, tritt eine plötzliche Windstille ein, das Wasser kehrt zurück und die Ägypter werden mit Pferd und Wagen verschlungen. Bis nach Midian sind noch die Wüsten Sur, Paran und Sin zu überwinden. Trinkwasser und Nahrung werden knapp. Das undankbare Pöbelvolk verlegt sich aufs Massen-Murren. Nur das widerlich stinkende Wasser einer Quelle, von Moses – Not macht erfinderisch – durch eine Filter-Vorrichtung trinkbar gemacht, und die magere Manna-Flechte garantieren ein notdürftiges Überleben.
Die nahe gelegene Oase Kadesch weckt neue Hoffnungen. Dort will man sich niederlassen. Doch das fruchtbare Gebiet gehört den militärisch weit überlegenen Amalekiten. Die wollen zunächst besiegt sein. Mose, der Gottesmann, verfolgt die Schlacht von einer Anhöhe aus. Immer wenn er beide Arme zu Gott erhebt, gelingt es seinem Volk, gegen den Feind vorzudringen. Immer wenn Mose die Arme erlahmen, wendet sich das Kriegsglück. Endlich können die Amalekiten, nicht zuletzt dank Joschuas moderner Kriegskunst, doch noch in die Wüste geschickt werden. Die siegreichen Hebräer erobern die Oase samt des Feindes Weibern und Kindern – ein willkommenes Bevölkerungswachstum. Sie beschließen vorerst zu bleiben, zumal auch Jahwes Berg Horeb ganz in der Nähe liegt.
Mose arbeitet fortan tagein tagaus an der sittlichen Erziehung seines widerspenstigen Nomadenvolkes. Er plagt sich, macht alles selber, spricht stundenlang Recht und will so das Gehudel erziehen und formen zum heiligen Volk. Es gibt Rückschläge. Selbst Mose ist nicht ohne Fehl. Anstatt neben seiner Frau Zipora liegt er des Nachts – um seiner Entspannung willen – bei einer fülligen Mohrin mit Bergesbrüsten, rollendem Augenweiß und Wulstlippen, in die sich im Kuß zu versenken ein Abenteuer sein mochte. Das will mit seiner persönlichen Erwähltheit als Jahwes alleiniges Mundstück auf Erden nicht recht zusammenpassen. Als ihm seine Geschwister Aaron und Mirjam deswegen bittere Vorwürfe machen, kommt es zu einem Erdbeben und Vulkanausbruch. Mose versteht den göttlichen Fingerzeig, begibt sich allein auf Jahwes qualmenden Sitz, den Berg Horeb, erfindet dort die hebräischen Schriftzeichen, meißelt die Zehn Gebote Jahwes in zwei Steintafeln und malt die Schrift mit dem eigenen Blut rot an. Als er, beide Tafeln unterm Arm, nach vierzig Tagen angespannter Steinmetzarbeit zu den Seinen heimkehrt, sind diese inzwischen zu Götzendienern geworden, tanzen im Luderreigen um das Goldene Kalb. In seinem Zorn zerschlägt Mose den Götzen mit seinen zwei Gesetzestafeln, die dabei in Stücke gehen. Joschua sammelt seine Getreuen und lässt all jene Götzendiener hinrichten, die frenetisch um das Machwerk tanzten und behaupteten, nicht Jahwe, sondern das Kalb habe sie aus der ägyptischen Fron befreit. Dann muss Mose ein zweites Mal zum Horeb hinauf, um neue Tafeln zu meißeln. Insgeheim gesteht er sich aber ein: Als er mit den beiden Originaltafeln das Kalb zerschlug, hatte er im Ausholen wohl bedacht, dass einige seiner neuen Schriftzeichen doch noch recht missraten waren und es daher um sie nicht allzu schade war.
Nach weiteren vierzig Tagen sind die neuen Tafeln fertig: das Gesetz, das A und O des Menschenbenehmens. Bevor Mose den Berg verlässt, bittet er Jahwe, den Hebräern ihre Sünden zu vergeben. Erst nach langem diplomatischen Zureden von Seiten Moses ist der alttestamentliche Gott schließlich bereit, Barmherzigkeit zu üben, Gnade vor Recht ergehen zu lassen und seinem auserwählten Volk zu verzeihen. Allerdings bestimmt er, dass, mit Ausnahme von Joschua und seinem Leutnant Kaleb, nur die Kinder ins Land der Verheißung einziehen dürften. Alle Erwachsenen, die bereits über zwanzig Jahre alt sind, würden mit ihren Leibern der Wüste verfallen.

## Kommentar
Die Erzählung beschreibt in scherzhaftem Ton und zugleich mit hintergründigem Ernst die Mühen des biblischen Mose, aus einem losen hebräischen Sippenverbund das Volk der Juden zu gründen, indem er das „Geblüt“ zur Gesittung erzieht. Im Text werden auch intertextuelle Bezüge vor allem zu Friedrich Nietzsche deutlich, der in der Genealogie der Moral ebenfalls die Genese eines sittlichen Gesetzes beschreibt. Mann beschreibt allerdings die Entwicklung der jüdischen Gesetze, während Nietzsche die Entstehung des Christentums zu rekonstruieren versucht.
Am Schluss steht ein sehr ernster Fluch auf denjenigen, der das Volk beredet, Gottes Gebote der menschlichen Gesittung zu brechen. Gemeint ist Hitler (Thomas Mann an Alexander Moritz Frey am 14. Mai 1945). Bei der Verurteilung des Holocaustleugners Ernst Zündel im Jahr 2007 verlas der Richter diesen Schlussfluch aus Thomas Manns Erzählung.

## Ausgaben
- Das Gesetz. Erzählung. Bermann-Fischer Verlag, Stockholm 1944.
- Das Gesetz. In: Die Erzählungen Band 2. Fischer-Taschenbuch-Verlag, Frankfurt 1975, ISBN 3-596-21592-7.
- Das Gesetz. In: Die Betrogene und andere Erzählungen. Fischer-Taschenbuch-Verlag, Frankfurt 1994, ISBN 3-596-29442-8.
- Das Gesetz. In: Der Tod in Venedig und andere Erzählungen. Fischer-Taschenbuch-Verlag, Frankfurt 2003, ISBN 3-596-20054-7.
- Das Gesetz. Novelle (1944). Mit Kommentaren von Volker Ladenthin und Thomas Vormbaum. Berlin-Boston 2013 (= Juristische Zeitgeschichte. Hg. v. Thomas Vormbaum. Abt. 6: Recht in der Kunst – Kunst im Recht. Mithg. V. Gunter Reiß. Bd. 39).